# Begi
Pour les articles homonymes, voir Begi (homonymie).
Begi (en italien : Beghi) est une localité de Croatie située en Istrie, dans la municipalité de Vrsar, dans le comitat d'Istrie. En 2001, la localité comptait 27 habitants.

## Démographie
| 1948 | 1953 | 1961 | 1971 | 1981 | 1991 | 2001 |
| ---- | ---- | ---- | ---- | ---- | ---- | ---- |
| 77   | 53   | 52   | 42   | 38   | 29   | 27   |